# Psyckoze

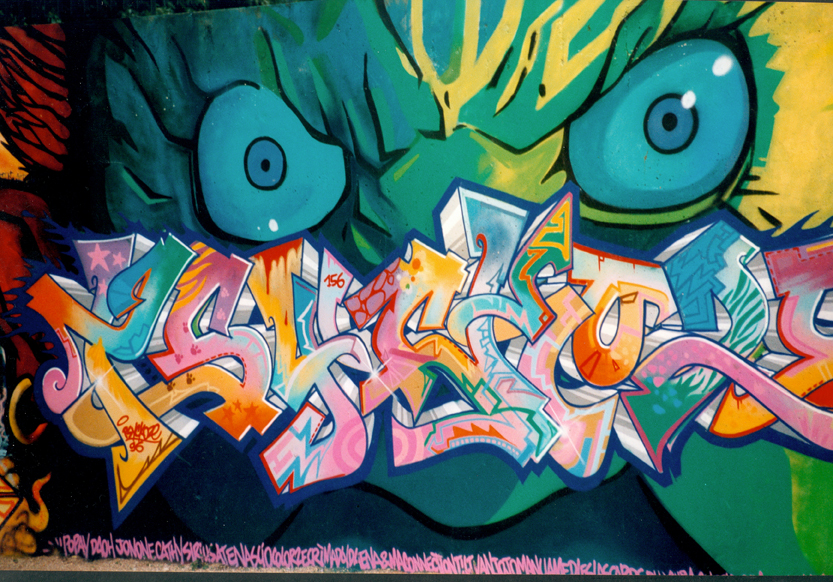
Psyckoze rue Dunois, 1996

Alexandre Stolypine dit Psyckoze Nolimit est un des précurseurs de la culture graffiti en France. Artiste graffiteur et peintre français, il est membre du 156 crew.
Dans les carrières souterraines de Paris (sculptures, peintures) ou sur les murs des villes du monde entier, il laisse son empreinte depuis 1984.

## Biographie
Psyckoze débute dans le monde du graffiti fin 1984, à l'âge de 15 ans. À cette époque, cette culture ne représente qu'une quinzaine de personnes en France. Il commence par taguer 'Acro. Il adopte ensuite le pseudonyme Psychose en 1987, en résonance aux attentats perpétrés à Paris par Action Directe, qui deviendra définitivement Psyckoze par la suite.
Pendant quinze ans, Psyckoze va poursuivre sa quête identitaire afin de se faire reconnaître dans le microcosme du graffiti en renouvelant son style. Des palissades du Louvre à la Bastille en passant par les quais de Seine, il réalise des graffs dans les endroits les plus étonnants, cherchant surtout à surprendre. Il fait des graffs en couleur dans les tunnels du métro. C'est dans ce contexte qu'il rencontre Colt, qui sera un élément déterminant dans l'évolution de son style.

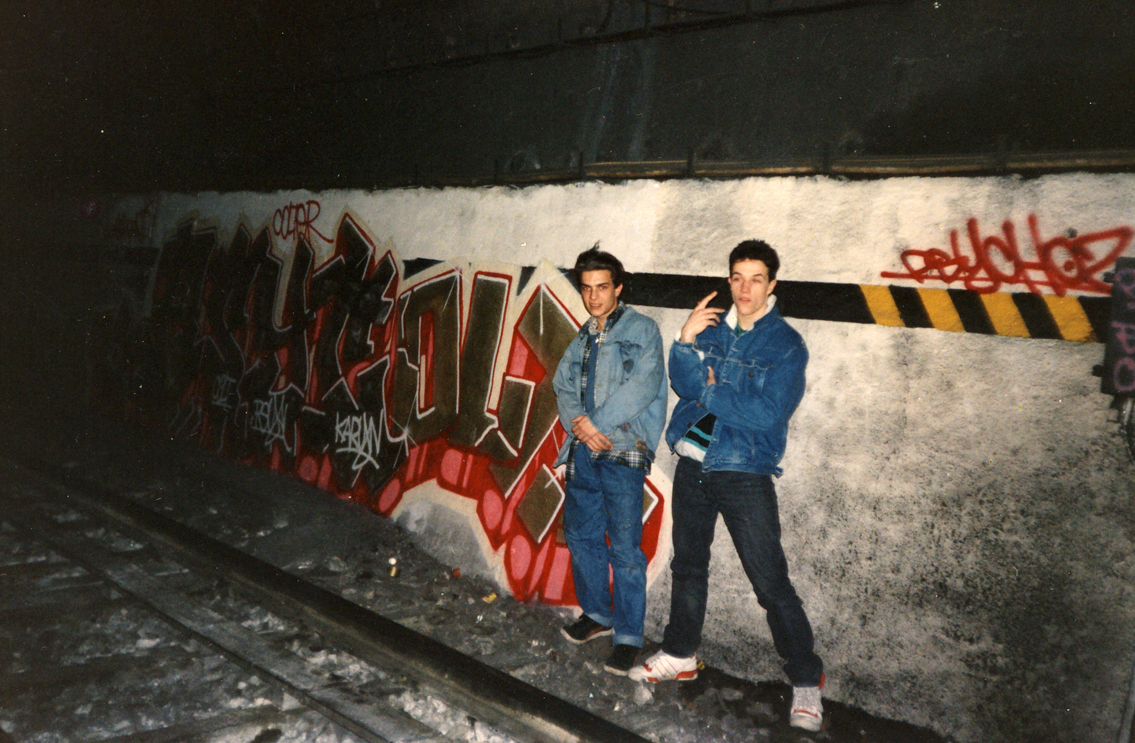
Psy Colt - Métro Buzenval, 1987

Paris noyé par les tags, il lance son concept de "Psy Minute", des petits graffs en couleur réalisés dans le centre de Paris, afin de se démarquer.

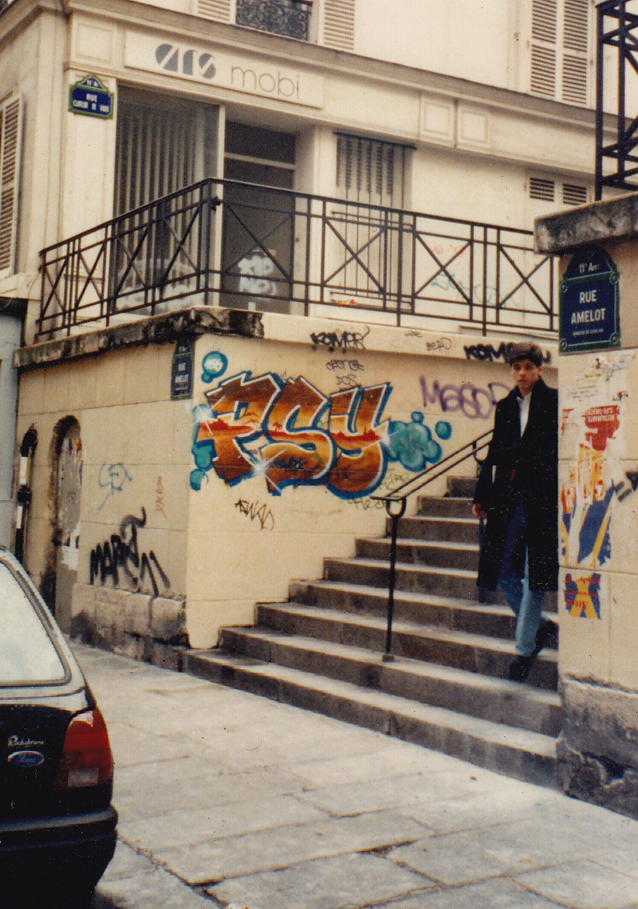
Psy Minute – rue Amelot, 1992

Il participe à la naissance de la Mac (« mort aux cons ») en 1990. Leur ambition est alors de peindre des grands murs, avec une thématique commune aux artistes, afin de montrer une autre image du graffiti que celle du vandalisme que les médias tentent d'imposer.
Son engagement dans le collectif Les Charbonniers en 1991, lui fait prendre conscience de la force de l'art urbain. En 1993, il participe à l'événement « La rue est à nous », organisé par Les Charbonniers dans la Rue Watt (13e arr.). Pendant 10 jours, Psyckoze réalise une fresque par jour en direct, en recouvrant la précédente. Parallèlement, il commence à développer un travail sur toile plus intimiste. Il se concentre sur la peinture, tout en continuant son parcours dans la rue.
Il expose pour la première fois en galerie en 1992, dans la galerie Magda Danyzs rue Keller dans le 11e arrondissement de Paris. Entre 1991 et 1993, Il présente ses toiles lors des différents événements auto-produits par les Charbonniers. En mai 1997, il présente une exposition personnelle Parcours et Parpaings, regroupant des œuvres réalisées sur cinq ans. Sur 400 mètres carrés, dans une ancienne manufacture du XIXe arrondissement, il recrée une rue qu'il habille d'œuvres réalisées sur différents supports (toiles, bois, panneaux de signalétique). En juin de la même année, il réalise une exposition avec JonOne, un artiste graffeur au Frigo.
Régulièrement, il alterne les expositions en galerie et dans des espaces autoproduits. En septembre 2001, il participe à l'exposition Rétrospective Graffiti organisée par Agnès Troublé organisée à la Galerie du jour à Paris. Il met en scène les catacombes de Paris dans une installation qui présente des toiles, de la sculpture et de la vidéo. En 2003, il produit une exposition personnelle intitulée Prise de tête, à la Fonderie, espace d'atelier et de diffusion à Bagnolet (lire ci-dessous). En 2004, il réitère avec une exposition consacrée aux carrières souterraines « Autopsy ».
Du 27 mars au 3 mai 2009, il participe à l'Exposition Tag au Grand Palais. Il collabore avec Alain Dominique Gallizia, collectionneur et porteur du projet, rencontre des artistes en France et à New-York et apporte son éclairage sur l'historique du mouvement en France et outre-atlantique.
La même année, il réunit les toiles qui ont échappé à l'incendie de son atelier et expose plusieurs années de travail du 4 au 27 juin 2009 au Studio 55 dans le cadre de l'exposition : « Tout Feu Tout Flamme ».
Du 16 novembre au 1er décembre 2009, il fait l'objet d'une exposition personnelle à l'espace Pierre Cardin situé rue de Duras à Paris. Pour la première fois, il présente des sculptures de ses personnages.

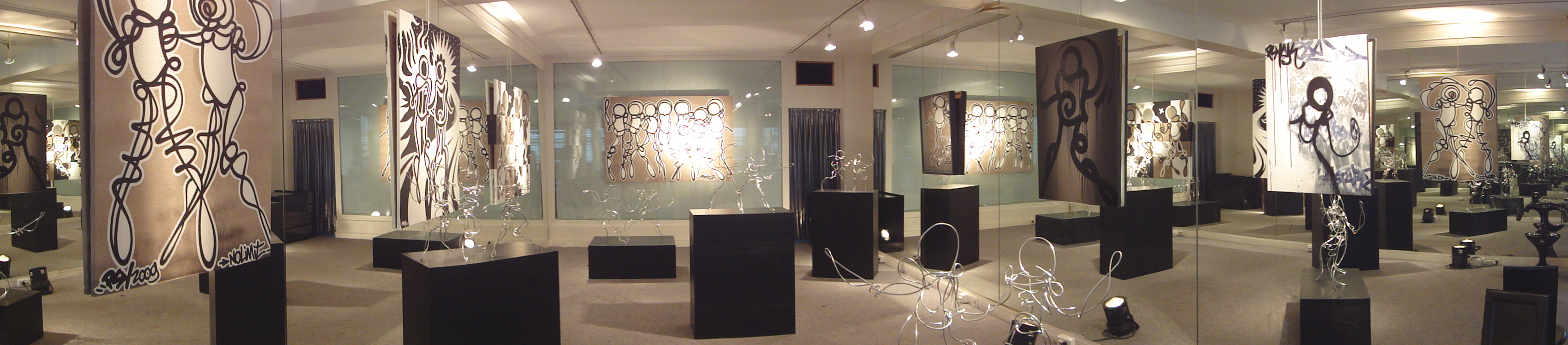
Espace Pierre cardin, 2009

Sa carrière se développe à l'international. De 2006 (Los Angeles, Seth Carmichael Gallery – Next) à aujourd'hui, il multiplie les voyages et les réalisations à travers le monde. En novembre 2009, il participe à une importante exposition «No man's Land», réalisée dans les locaux de l'ambassade de France à Tokyo.
En 2010, soutenu par l'ambassade des États-Unis et l'Institut Français et Agnès b., il réalise une fresque monumentale en collaboration avec Paul Santoleri (35x20m) à Philadelphie avec le Mural Art Program.
Après avoir passé deux mois à réaliser une immense fresque à Philadelphie, son expérience fait l'objet de l'Exposition Morning Glory, qui se tient en novembre 2010 à la Wild Stylerz Gallery, à Paris.
Psyckoze développe aujourd'hui en parallèle son travail en atelier et dans la rue qui sont pour lui indissociables.
Le Musée des civilisations de l'Europe et de la Méditerranée qui doit ouvrir en 2013 à Marseille a acquis plusieurs de ses œuvres.

## Le collectif
Psyckoze fait partie de différents groupes : 156 All Starz, MAC, UK, GT... Chaque groupe a une philosophie différente. Le 156 All Starz a toujours eu une dimension artistique et correspond sans doute au groupe dont Psyckoze s'est toujours senti proche.
Cette première approche a conduit Psyckoze à développer de nombreux projets collectifs.

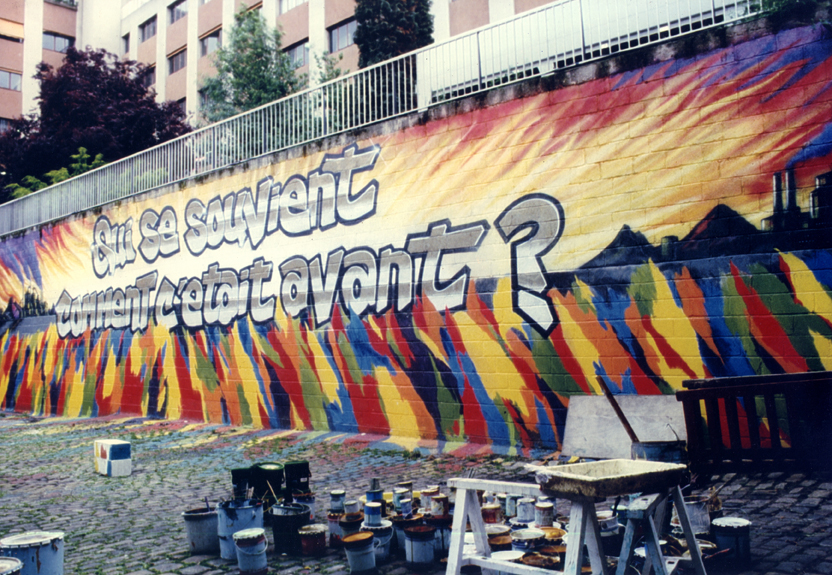
Les Charbonniers - Du Coke à l'Art, 1991

 En 1991, il fait partie des membres fondateurs du groupe Les Charbonniers, avec un groupe d'amis. Ensemble, ils occupent un entrepôt de charbon dans le 13e arrondissement de Paris dans lequel ils vont organiser, pendant deux ans, des événements regroupant artistes peintres, sculpteurs, musiciens, comédiens...
Psyckoze prend conscience de la force du groupe et de la nécessite de fédérer les énergies créatrices, quelle que soit la discipline dans laquelle elle s'exprime. Il se lance dans une démarche militante pour l'obtention d'espaces de création et de diffusion pour la reconnaissance des cultures urbaines.
Il s'engage à travers différents projets alternatifs dans le quartier de Belleville : LGQFDT (les gens qui font des trucs), La Taverne des Singes, Pole Pi...
Il prend conscience de la précarité du statut d'artiste, de la difficulté d'obtenir un espace de travail. Par nécessité, en 1998, il occupe La fonderie, un bâtiment industriel à Bagnolet. Il s'associe avec Tarak Ferreri, régisseur, et développe une programmation dans différentes disciplines. Entre 2002 et 2005, l'espace accueille du public tous les vendredis pour des expositions, concerts, théâtres en toute gratuité mais dans une totale illégalité. Le concept fait ses preuves et le public, reflet de la mixité sociale, est de plus en plus nombreux. Le lieu attire aussi les professionnels du monde l'art qui le perçoivent comme un laboratoire.
En 2005, la Fonderie est vendue et la municipalité de Bagnolet propose à Psyckoze une convention de partenariat culturel dans un espace situé au 115, rue Sadi Carnot. Le lieu s'appellera «Le 115». Ce nouvel espace ne permet pas d'accueillir le public dans le respect des normes de sécurité. Psyckoze décide d'en faire un espace de résidence pour des artistes étrangers qui souhaitent développer un projet artistique sur Paris. Entre 2005 et 2008, «le 115» accueille une trentaine d'artistes urbains venus du monde entier (États-Unis, Brésil, Iran, Chili, Taïwan...) auxquels ils proposent un espace de création avec différents compétences techniques avec à la clé, une exposition dans Paris. Différents ateliers sont créés: peinture, photographie, studio de musique, atelier de sérigraphie, caravane de tatouage, atelier de vélos. Une quinzaine d'artistes y travaillent en permanence. L'ensemble du projet repose sur l'échange de compétences et les artistes (permanents et résidents) sont accueillis gratuitement.
Dans la nuit 4 au 5 décembre 2008, le 115, est victime d'un incendie d'origine criminel. L'espace, très endommagé est alors fermé.
Le 115 a été un catalyseur d'énergies et de volonté autour de ce que l'on appelle aujourd'hui le « street art ». Il a permis à de nombreux acteurs de cette culture de se rencontrer, de créer des projets et de construire cette culture.

## Activités
L'ensemble de la démarche de Psyckoze s'inscrit dans une environnement résolument urbain. La ville est l'élément fondateur de ses actions. 

Mosaïque - carrières souterraines de Paris, 2012

Sur toiles, son travail découle directement des codes du graffiti. Tags, coulures se superposent dans ses œuvres abstraites; sur ses toiles plus figuratives, ses personnages, sans visages, prennent vie avec la même dynamique qu’un tag : d’un trait lâché comme une signature.
Dans la rue, sa démarche prend aujourd'hui une dimension sociale. Au-delà de ses interventions spontanées, Psyckoze a réalisé pendant le printemps 2012, une fresque murale à Bagnolet, en concertation avec les acteurs locaux (associations, écoles, riverains, municipalité). Cette œuvre collective est le point de départ d'un projet d'aménagement de parc à réaliser avec la participation d'autres artistes et les habitants.
Parallèlement à son action dans la ville, Psyckoze développe depuis plus de 25 ans, une action sous la ville, dans les carrières souterraines de Paris. Dans cet espace hors du temps et des contraintes de la société, il poursuit une démarche d'intemporalité basée sur la trace afin que les œuvres urbaines survivent aux générations présentes. Il a ainsi peint de nombreuses fresques, créé un parcours avec ses personnages dans le labyrinthe de 69 kilomètres du réseau. En 2012, il a réalisé et installé in situ, une mosaïque d'un de ses graffs, comme un pied de nez au caractère éphémère de cette culture. Cette mosaïque a d'ailleurs depuis été vandalisée.